# خلیج فنلاند

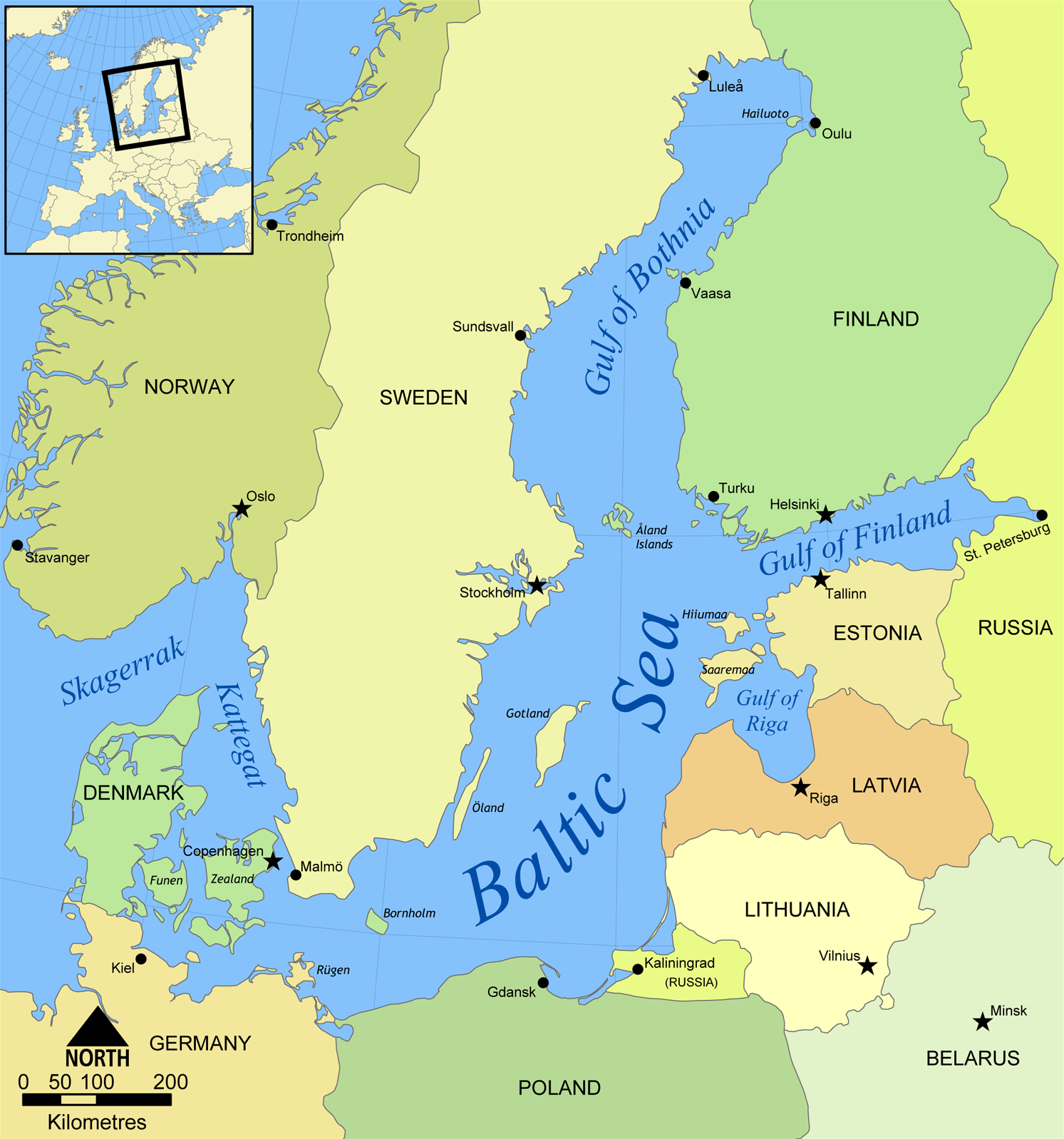
موقعیت خلیج فنلاند بر روی نقشه.

خلیج فنلاند (به فنلاندی: Suomenlahti، به روسی: Финский залив، به سوئدی Finska viken، به استونیایی Soome laht) آبراهی است که در شمال شرق دریای بالتیک قرار گرفته‌است. کشورهای فنلاند، روسیه و استونی در کناره خلیج فنلاند هستند.

## جغرافیا
خلیج فنلاند ۲۹٬۵۰۰ کیلومتر مربع مساحت دارد. عمیق‌ترین نقطه آن در دهانه خلیج (۸۰ تا ۱۰۰متر) قرار گرفته‌است. شوری آب این آبراه بسیار کم و حدود چهار درصد است.

## شهرهای ساحلی
| - اسپو - همینا - هانکو - هلسینکی | - کیرکونومی - کوتکا - کرونستدت - کوندا - لوکسا | - لومونوسوف - لوویزا - ماردو - ناروا-جویسو | - پالدیسکی - پتر هوف - پوروو - پریمورسک | - سن پترزبورگ - سست رورتسک - سیلامائی - سوسنوی بور | - تالین - وانتا - ویبورگ - زلن گورسک |